# Тест Рейвена

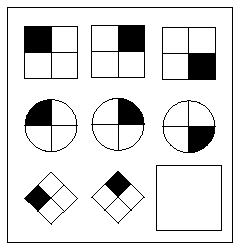
Пример матрицы. Прослеживаемая логическая закономерность: смещение слева направо в каждом ряду фигур закрашенного квадранта по часовой стрелке на 90°, фигуры в каждом ряду одинаковые → искомая фигура в нижнем правом углу — ромб с закрашенным правым квадрантом

Тест стандартными прогрессивными матрицами Равена (Рейвена) — тест, предназначенный для дифференцировки испытуемых по уровню их интеллектуального развития. Авторы теста Джон Рейвен и Л. Пенроуз. Предложен в 1936 году. Тест Равена известен как один из наиболее «чистых» измерений фактора общего интеллекта g, выделенного Ч.Э. Спирменом. Успешность выполнения теста SPM интерпретируется как показатель способности к научению на основе обобщения собственного опыта и создания схем, позволяющих обрабатывать сложные события. Этот удобный в применении и простой в интерпретации тест, имеющий 80-летнюю историю, неоднократно подтверждал высокие показатели валидности и надежности. Несмотря на снижение различительной способности в области высоких значений, возникшее ввиду тенденции роста тестовых показателей (эффект Флинна), SPM остается в арсенале многих исследователей и практиков.
Тест содержит 60 заданий, распределенных по пяти сериям. Другое название этого теста «Прогрессивные матрицы Рейвена» указывает на то, что задачи теста упорядочены по признаку возрастания трудности их решения. То есть, в каждой из пяти серий (в серии по 12 задач), каждая последующая задача серии относительно сложней предыдущей. Одна из современных версий теста расширенных прогрессивных матриц Равена (англ. Raven’s Advanced Progressive Matrices) содержит 23 задания, выбранных в случайном порядке из банка 92 заданий, которые необходимо выполнить за 40 минут.
Результатом теста является общее количество правильно решенных заданий. Более высокие показатели по этому тесту показывают те, кто а) быстрее, и б) точнее определяет логические закономерности в построении упорядоченного ряда состоящего из графических объектов, имеющих ограниченное количество признаков.
Согласно официальному Руководству, тестирование должно проводиться без ограничения времени, чтобы не дискриминировать испытуемых с «медленным» стилем мышления. В то же время, получили распространение версии теста с 20 и 30 минутными ограничениями. Имеющиеся данные показывают, что различие в результатах являются не столь значимыми, как это можно было бы представить исходя из теории. Так, оказалось, что 20-минутная версия матриц Равена надежно предсказывает результативность версии без временных ограничений. В пользу ограничения времени говорит и то обстоятельство, что на практике сложно создать условия для безлимитного по времени тестирования, поскольку ограничения существуют более или менее явно. Режим ограничения времени обеспечивает более высокую дискриминативность, достоверность и защиту от влияния мотивации.
Распространен и комбинированный способ: задания теста выполняются без ограничения времени, но отмечается, сколько заданий выполнено верно за первые 20 минут. Таким образом, тест Стандартные прогрессивные матрицы Равена может быть использован как в качестве теста скорости (с ограничением времени выполнения заданий), так и теста результативности (без ограничений времени). Выбор режима применения теста должен осуществляться в зависимости от цели и условий диагностики (прежде всего возможности обеспечения длительной непрерывной работы испытуемого с тестом).
Для интерпретации результатов следует ориентироваться на соответствующие возрастные нормы, полученные на национальной выборке.